# Great Saling
Great Saling – wieś w Anglii, w hrabstwie Essex, w dystrykcie Braintree. Leży 19 km na północ od miasta Chelmsford i 60 km na północny wschód od Londynu.